# Galets
Galets är en dal i Antarktis. Den ligger i Östantarktis. Frankrike gör anspråk på området.